# Haloptilus pseudooxycephalus
Haloptilus pseudooxycephalus är en kräftdjursart som beskrevs av Brodsky 1950. Haloptilus pseudooxycephalus ingår i släktet Haloptilus och familjen Augaptilidae. Inga underarter finns listade i Catalogue of Life.